# Cucurbitoideae
Cucurbitoideae es una subfamilia de plantas perteneciente a la familia Cucurbitaceae con las siguientes tribus botánicas:

## Tribus
- Tribu: Melothrieae
  - Subtribu: Dendrosicyinae
    - Géneros: Kedrostis - Dendrosicyos - Corallocarpus - Ibervillea - Tumamoca - Halosicyos - Ceratosanthes - Doyerea - Trochomeriopsis - Seyrigia - Dieterlea - Cucurbitella - Apodanthera - Guraniopsis - Melothrianthus - Wilbrandia

  - Subtribu: Guraniinae
    - Géneros: Helmontia - Psiguria - Gurania

  - Subtribu: Cucumerinae
    - Géneros: Melancium - Cucumeropsis - Posadaea - Melothria - Muellerargia Zehneria - Cucumis (incluyendo:  Mukia, Dicaelospermum, Cucumella, Oreosyce, y Myrmecosicyos[1]).

  - Subtribu: Trochomeriinae
    - Géneros: Solena - Trochomeria - Dactyliandra - Ctenolepsis
- Tribu: Schizopeponeae
  -     - Géneros: Schizopepon
- Tribu: Joliffieae
  - Subtribu: Thladianthinae
    - Géneros: Indofevillea - Siraitia - Thladiantha - Momordica

  - Subtribu: Telfairiinae
    - Géneros: Telfairia
- Tribu Trichosantheae
  - Subtribu: Hodgsoniinae
    - Géneros: Hodgsonia

  - Subtribu: Ampelosicyinae
    - Géneros: Ampelosicyos - Peponium

  - Subtribu: Trichosanthinae
    - Géneros: Gymnopetalum - Trichosanthes - Tricyclandra

  - Subtribu: Herpetosperminae
    - Géneros: Cephalopentandra - Biswarea - Herpetospermum - Edgaria
- Tribu: Benincaseae
  - Subtribu: Benincasinae
    - Géneros: Cogniauxia - Ruthalicia - Lagenaria - Benincasa - Praecitrullus - Citrullus - Acanthosicyos - Eureiandra - Bambekea - Nothoalsomitra - Coccinia - Diplocyclos - Raphidiocystis - Lemurosicyos - Zombitsia - Ecballium - Bryonia

  - Subtribu: Luffinae
    - Géneros: Luffa
- Tribu: Cucurbiteae
  -     - Géneros: Cucurbita - Sicana - Tecunumania - Calycophysum - Peponopsis - Anacaona - Polyclathra - Schizocarpum - Penelopeia - Cionosicyos - Cayaponia Selysia Abobra
- Tribu: Sicyeae
  - Subtribu: Cyclantherinae
    - Géneros: Hanburia - Echinopepon - Marah - Echinocystis - Vaseyanthus - Brandegea - Apatzingania - Cremastopus - Elateriopsis - Pseudocyclanthera - Cyclanthera - Rytidostylis

  - Subtribu: Sicyinae
    - Géneros: Sicyos - Sicyosperma - Parasicyos - Microsechium - Sechium - Sechiopsis - Pterosicyos
- Incertae sedis: Odosicyos